# Walter Chetwynd
Walter Chetwynd (1er mai 1633 - 21 mars 1693), de Ingestre Hall, Staffordshire, est un antiquaire et un homme politique anglais.

## Biographie

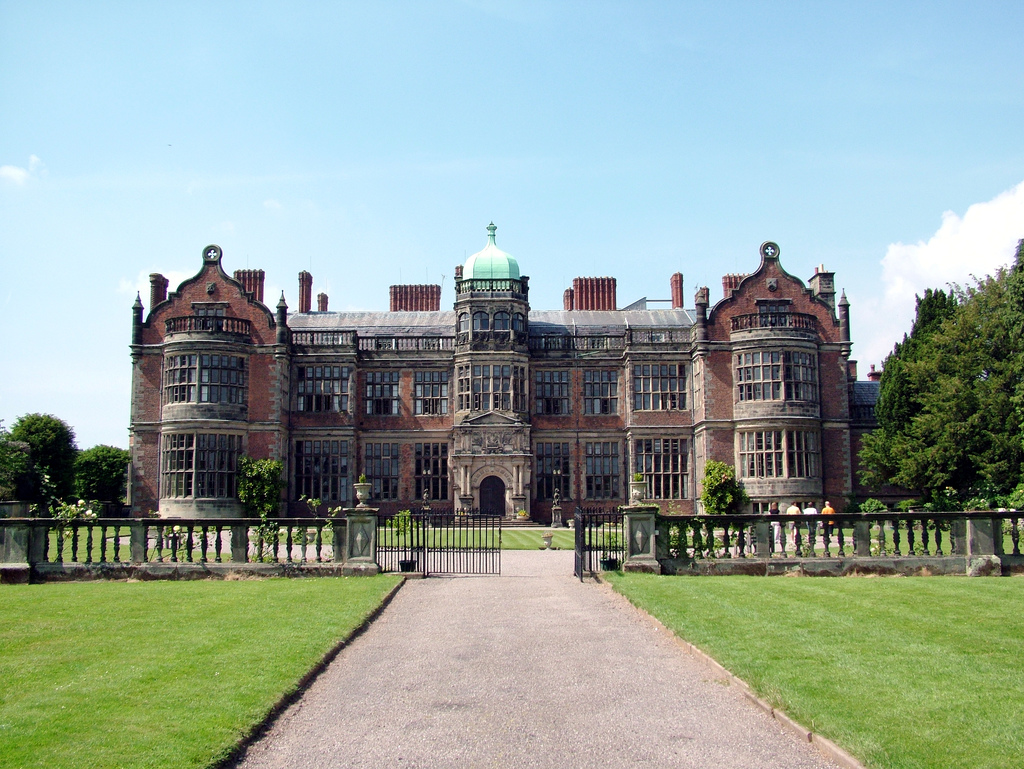
Ingestre Hall, Staffordshire

Il est le fils unique de Walter Chetwynd (1598-1669), fils aîné de Walter Chetwynd (décédé en 1638), qui a construit Ingestre Hall . Il est admis au Middle Temple en 1657, mais il revient dans son pays natal, le Staffordshire et occupe divers postes locaux.
En 1674, il est élu député pour Stafford à la mort du député, mais perd son siège lors de la deuxième élection de 1679. Pendant le Complot papiste, il appuie Titus Oates, mais en 1682, il donne des informations sur les activités du duc de Monmouth dans le Staffordshire. Il regagne le siège de Stafford en 1685 alors qu'il a été nommé shérif de Staffordshire pour cette année. Son attitude lors de la Glorieuse Révolution est prudente, signalant le passage dans le Staffordshire de troupes hostiles à Jacques II et ne siégeant pas au Parlement de la Convention, mais ayant été élu pour le Staffordshire en 1690, il salue Guillaume III à son arrivée à Lichfield en 1690.
Il joue également un rôle important en tant qu’historien de sa région d’origine, s’appuyant sur les travaux de Sampson Erdeswicke. Il commence à travailler sur ce sujet dans les années 1660 et y travaille jusqu'à la fin de ses jours. Ce faisant, il suit les travaux de William Dugdale sur le Warwickshire. Son écriture de 'A Short Account of Staffordshire' commence en 1679, mais en 1688, il n'a couvert que Pirehill Hundred dans le nord-ouest du comté. Cela reste inédit jusqu'au début du XXe siècle, lorsque la William Salt Archaeological Society le publie en deux volumes en 1909 et 1914.
Élu membre de la Royal Society en 1678, il participe peu à ses activités. Il connait Christopher Wren, qui est probablement l'architecte de sa nouvelle église à Ingestre, commencée en 1673 et achevée en 1676. Ses intérêts sont très vastes, notamment en numismatique, littérature, théologie, mathématiques, mais surtout antiquités et histoire naturelle. Ainsi, il donne hospitalité et aide à Robert Plot lorsqu’il écrit son Histoire naturelle du Staffordshire à partir de 1679. C’est un homme hospitalier et convivial. 
Il meurt à Londres en 1693 de variole et est enterré à Ingestre .

## Famille
Le 14 septembre 1668, il épouse Anne, fille aînée de Sir Edward Bagot, deuxième baronnet de Blithfield, dans le Staffordshire, laissant une fille unique, Frances, décédée en bas âge . Le domaine Ingestre passe à son cousin Walter Chetwynd qui est créé vicomte Chetwynd. 